# Jessy Schram

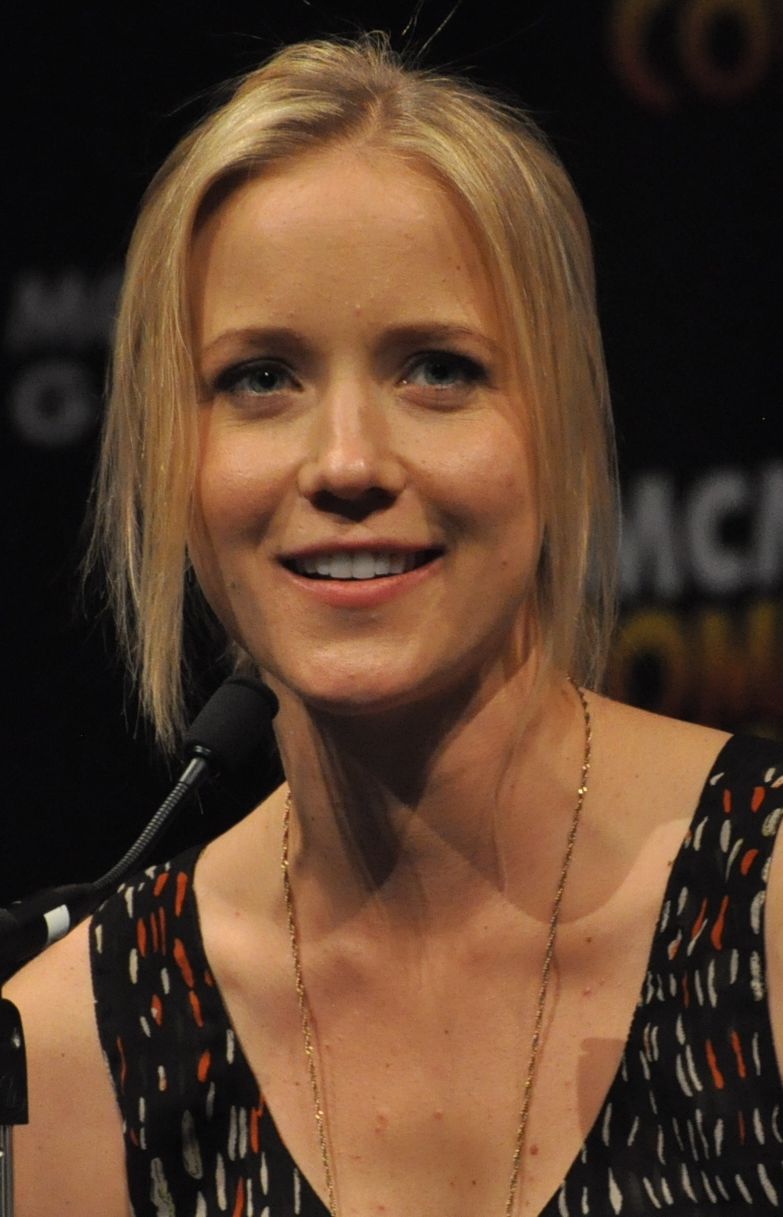
Jessy Schram (2013)

Jessica Schram (ur. 15 stycznia 1986 w Skokie) – amerykańska aktorka, która wystąpiła m.in. w filmach Skazany, Niepowstrzymany i Keith, a także serialach, np. Nashville, Last Resort i Wrogie niebo.

## Filmografia

### Filmy
| Rok  | Tytuł                             | Rola                 | Uwagi       |
| ---- | --------------------------------- | -------------------- | ----------- |
| 2006 | I Want Someone to Eat Cheese With | Fake Daughter        |             |
| 2008 | Keith                             | Courtney             |             |
| 2010 | Niepowstrzymany                   | Darcy Colson         |             |
| 2015 | Pillow Talk                       | Jennifer             | krótkometr. |
| 2015 | The Submarine Kid                 | Emily                |             |
| 2015 | Pełnia księżyca                   | Panna Jennifer Stone |             |
| 2017 | Thirst                            | Melody               | krótkometr. |
| 2017 | The Beautiful Ones                | Angela Morot         |             |
| 2017 | Skazany                           | Jennifer             |             |

### Telewizja
| Rok        | Tytuł                        | Rola             | Uwagi                   |
| ---------- | ---------------------------- | ---------------- | ----------------------- |
| 2005, 2007 | Medium                       | młoda Allison    | 2 odc.                  |
| 2006       | Weronika Mars                | Hannah Griffith  | 4 odc.                  |
| 2007–09    | Powrót do życia              | Rachel Seybolt   | 8 odc.                  |
| 2009       | Miasto gniewu                | Kim              | 3 odc.                  |
| 2011–14    | Wrogie niebo                 | Karen Nadler     | w gł. obsadzie; 15 odc. |
| 2011-16    | Dawno, dawno temu            | Ashley Boyd      | 4 odc.                  |
| 2012–13    | Last Resort                  | Christine Kendal | w gł. obsadzie; 13 odc. |
| 2014       | Mad Men                      | Bonnie Whiteside | 4 odc.                  |
| 2015       | The Lizzie Borden Chronicles | Nance O’Keefe    | miniserial; 4 odc.      |
| 2015–16    | Nashville                    | Cash Gray        | 11 odc.                 |
| 2017–2018  | The Nine Lives of Claw       | Purrnelope       | 3 odc.                  |
| 2020       | Chicago Med                  | dr Hannah Asher  | 4 odc.                  |

Jessy Schram wystąpiła także w licznych filmach telewizyjnych, m.in. z serii Jane Doe oraz filmie American Pie: Naga mila, który również nie pojawił się w kinach. Poza tym pojawiła się w wielu pojedynczych odcinkach seriali, m.in. Dr House, CSI: Kryminalne zagadki Miami, Mentalista i Lucyfer.